# 兒玉站

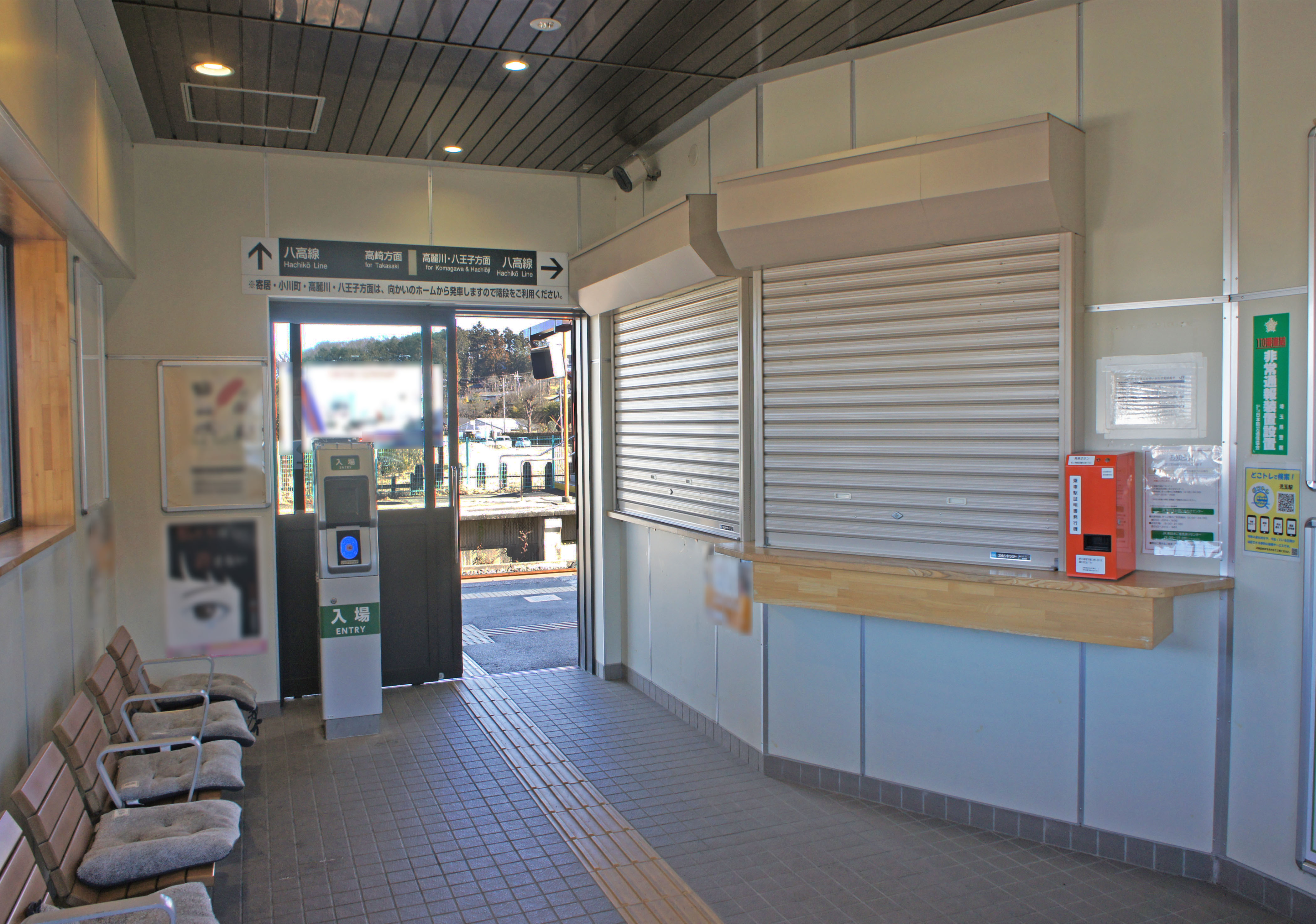
驗票口（2022年1月）

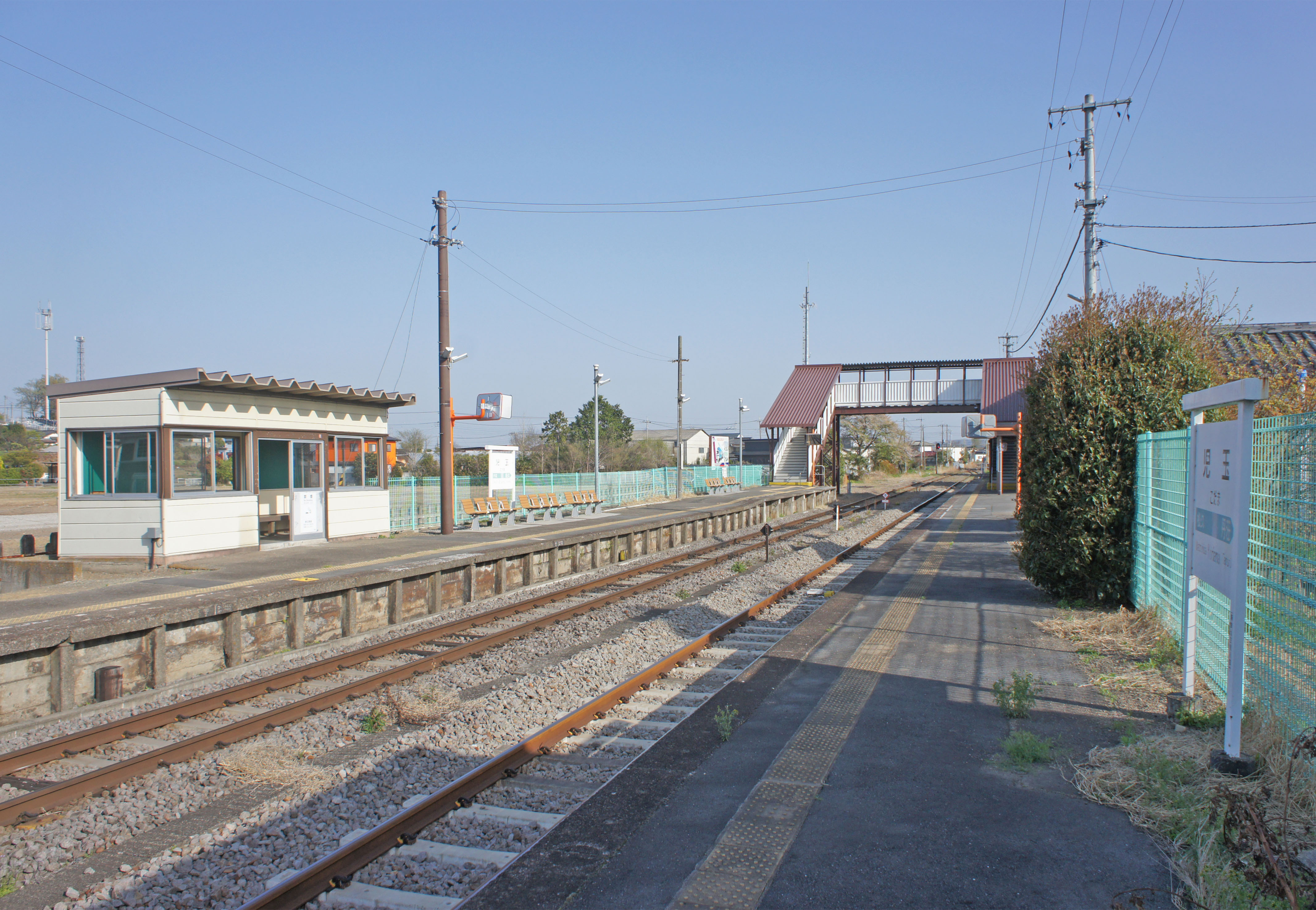
月台（2022年4月）

兒玉站（日语：／ Kodama eki */?）是位於日本埼玉縣本庄市，屬於東日本旅客鐵道（JR東日本）八高線的鐵路車站。

## 車站構造
本站為對向式月台2面2線的地面車站。各月台間透過跨線天橋聯絡。往高麗川方向的月台上設有候車室。

### 月台配置
| 月台 | 路線    | 方向 | 目的地           | 備註                     |
| ---- | ------- | ---- | ---------------- | ------------------------ |
| 1    | ■八高線 | 下行 | 高崎方向         | 一部列車為上行月台       |
| 2    | ■八高線 | 上行 | 寄居、高麗川方向 | 八王子方向需在高麗川轉乘 |

（來源：JR東日本:車站構內圖）
- 此站始發的往高崎方向下行列車由站舍對面的上行月台開出。早上5時半過後往高崎的首班列車。

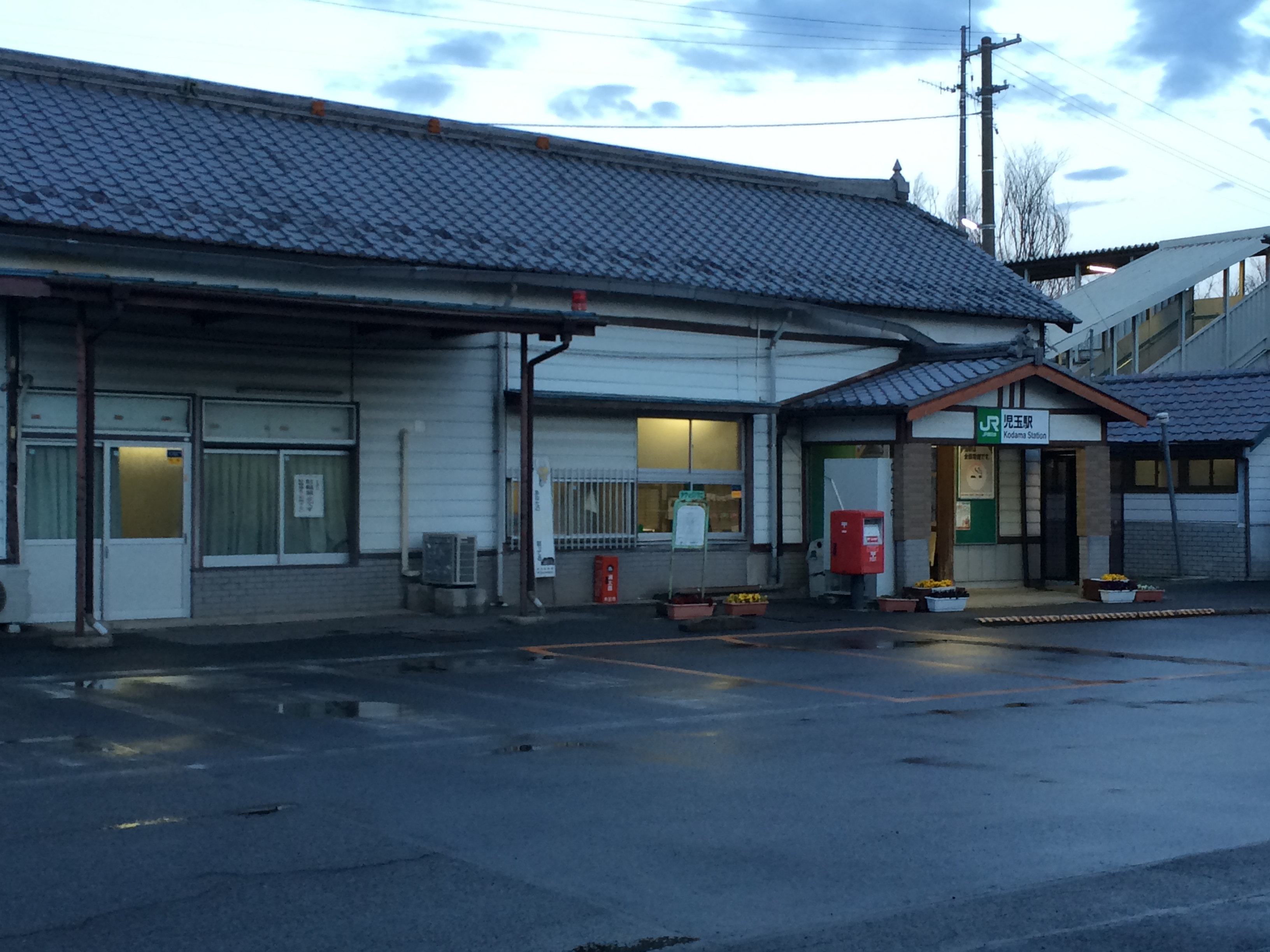
舊站房（2014年3月）
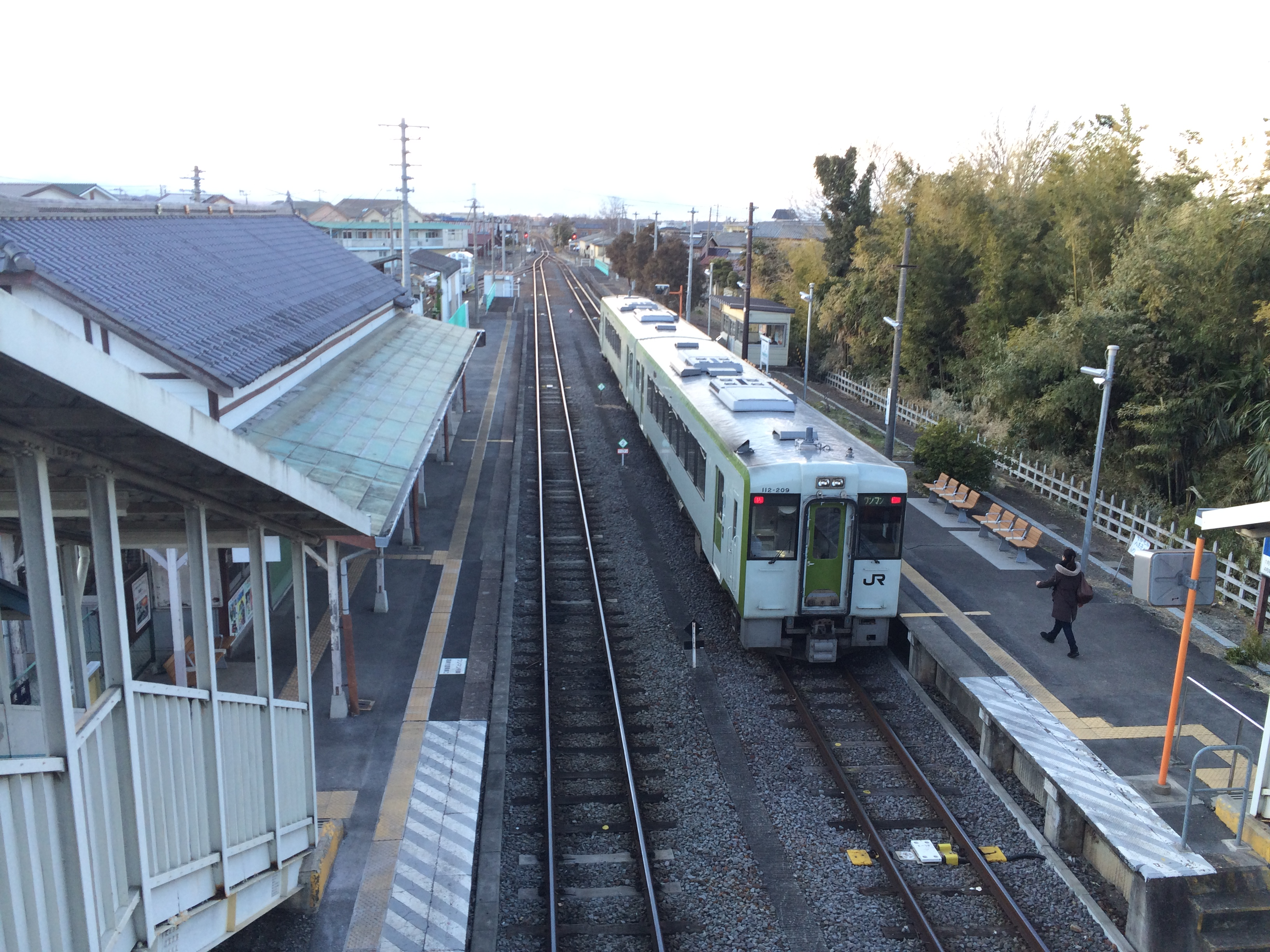
跨線橋望向高崎方向（2014年3月）

## 使用情況
JR東日本在2019年（令和元年）度1日平均上車人次為356人。
近年的推移如下表。
| 上車人次推移       | 上車人次推移     | 上車人次推移    |
| 年度               | 1日平均 上車人次 | 來源            |
| ------------------ | ---------------- | --------------- |
| 2000年（平成12年） | 398              | [ 利用客数 2 ]  |
| 2001年（平成13年） | 376              | [ 利用客数 3 ]  |
| 2002年（平成14年） | 342              | [ 利用客数 4 ]  |
| 2003年（平成15年） | 375              | [ 利用客数 5 ]  |
| 2004年（平成16年） | 394              | [ 利用客数 6 ]  |
| 2005年（平成17年） | 391              | [ 利用客数 7 ]  |
| 2006年（平成18年） | 406              | [ 利用客数 8 ]  |
| 2007年（平成19年） | 404              | [ 利用客数 9 ]  |
| 2008年（平成20年） | 414              | [ 利用客数 10 ] |
| 2009年（平成21年） | 406              | [ 利用客数 11 ] |
| 2010年（平成22年） | 374              | [ 利用客数 12 ] |
| 2011年（平成23年） | 339              | [ 利用客数 13 ] |
| 2012年（平成24年） | 332              | [ 利用客数 14 ] |
| 2013年（平成25年） | 352              | [ 利用客数 15 ] |
| 2014年（平成26年） | 332              | [ 利用客数 16 ] |
| 2015年（平成27年） | 334              | [ 利用客数 17 ] |
| 2016年（平成28年） | 341              | [ 利用客数 18 ] |
| 2017年（平成29年） | 348              | [ 利用客数 19 ] |
| 2018年（平成30年） | 373              | [ 利用客数 20 ] |
| 2019年（令和元年） | 356              | [ 利用客数 21 ] |

## 相鄰車站
東日本旅客鐵道（JR東日本）
■八高線
松久－兒玉－丹莊

### 使用情況
1. ↑  . 東日本旅客鉄道.   [2019-07-21]. （原始内容存档于2019-07-05）.
2. ↑  . 東日本旅客鉄道.   [2019-05-06]. （原始内容存档于2019-04-02）.
3. ↑  . 東日本旅客鉄道.   [2019-05-06]. （原始内容存档于2019-02-22）.
4. ↑  . 東日本旅客鉄道.   [2019-05-06]. （原始内容存档于2019-04-02）.
5. ↑  . 東日本旅客鉄道.   [2019-05-06]. （原始内容存档于2019-03-27）.
6. ↑  . 東日本旅客鉄道.   [2019-05-06]. （原始内容存档于2019-02-23）.
7. ↑  . 東日本旅客鉄道.   [2019-05-06]. （原始内容存档于2019-04-02）.
8. ↑  . 東日本旅客鉄道.   [2019-05-06]. （原始内容存档于2019-04-02）.
9. ↑  . 東日本旅客鉄道.   [2019-05-06]. （原始内容存档于2019-04-02）.
10. ↑  . 東日本旅客鉄道.   [2019-05-06]. （原始内容存档于2019-02-22）.
11. ↑  . 東日本旅客鉄道.   [2019-05-06]. （原始内容存档于2019-04-02）.
12. ↑  . 東日本旅客鉄道.   [2019-05-06]. （原始内容存档于2019-04-02）.
13. ↑  . 東日本旅客鉄道.   [2019-05-06]. （原始内容存档于2019-04-02）.
14. ↑  . 東日本旅客鉄道.   [2019-05-06]. （原始内容存档于2019-03-27）.
15. ↑  . 東日本旅客鉄道.   [2019-05-06]. （原始内容存档于2019-03-06）.
16. ↑  . 東日本旅客鉄道.   [2019-05-06]. （原始内容存档于2019-04-02）.
17. ↑  . 東日本旅客鉄道.   [2019-05-06]. （原始内容存档于2019-03-23）.
18. ↑  . 東日本旅客鉄道.   [2019-05-06]. （原始内容存档于2019-03-27）.
19. ↑  . 東日本旅客鉄道.   [2019-05-06]. （原始内容存档于2019-03-25）.
20. ↑  . 東日本旅客鉄道.   [2019-07-21]. （原始内容存档于2019-07-05）.
21. ↑  . 東日本旅客鉄道.   [2020-07-18]. （原始内容存档于2020-07-14）.

## 外部連結
- 車站資訊（兒玉）：東日本旅客鐵道